# Verwaltungsgemeinschaft Unterthingau
Die Verwaltungsgemeinschaft Unterthingau im schwäbischen Landkreis Ostallgäu besteht seit der Gemeindegebietsreform am 1. Mai 1978. Ihr gehören als Mitgliedsgemeinden an:
1. Görisried, 1382 Einwohner, 23,14 km²
2. Kraftisried, 935 Einwohner, 16,24 km²
3. Unterthingau, Markt, 2900 Einwohner, 45,28 km²

Sitz der Verwaltungsgemeinschaft ist Unterthingau.